# Initiative populaire « pour la protection des sites depuis la chute du Rhin jusqu'à Rheinau »
L'initiative populaire  « pour la protection des sites depuis la chute du Rhin jusqu'à Rheinau », dite « l'initiative de Rheinau », est une initiative populaire suisse, rejetée par le peuple et les cantons le 5 décembre 1954.

## Contenu
L'initiative propose de modifier l'article 24bis de la Constitution fédérale qui assure une utilisation rationnelle des forces hydrauliques pour préciser également que « la beauté des sites doit être ménagée ».
L'initiative introduit également une disposition transitoire annulant l'autorisation de construction de la centrale hydroélectrique de Rheinau.
Le texte complet de l'initiative peut être consulté sur le site de la Chancellerie fédérale.

## Déroulement

### Contexte historique
La construction d'une usine à Rheinau fait partie du plan général mis en place en 1922 entre la Suisse et l'Allemagne pour rendre le Rhin navigable entre le lac de Constance et Bâle. Ce plan prévoyait toute une série de paliers, dont certains couplés avec des usines au bord de l'eau, afin de compenser les quelque 150 mètres de dénivelé.
La concession est accordée par le Conseil fédéral, en accord avec le gouvernement du Land allemand de Bade-Wurtemberg, le 22 décembre 1944 avec l'accord de tous les groupes impliqués ; Elle comprend la construction d'un barrage sur le Rhin, d'une centrale avec turbines et d'une galerie de dérivation.
Retardés par la Seconde Guerre mondiale les travaux de construction de l'usine commencent en 1952. C'est alors que se forme un nouveau mouvement d'opposition à Schaffhouse, appelé Rheinau-Komitee qui fait parvenir au gouvernement une pétition munie de 160 000 signatures pour demander une révision de la concession. Cette demande est reprise par le Conseiller national Alois Grendelmeier qui présente une motion demandant le retrait de la concession et l'interruption des travaux jusqu'à ce que la motion soit traitée. À la suite du refus du parlement d'entrer en matière, le canton de Schaffhouse adopte une loi le 20 avril 1952 qui spécifie que « l'utilisation de la chute du Rhin ne doit pas dépasser la mesure actuelle et que le Rhin entre la chute et la frontière cantonale à Nohl ne devra pas être mis en remous ». Cette loi est invalidée par le Tribunal fédéral l'année suivante.
Les opposants à la construction de l'usine lancent alors deux initiatives. Outre celle-ci, une autre est également déposée demandant l'extension des droits populaires lors de l'octroi par la Confédération de concessions pour l'utilisation des forces hydrauliques.

### Récolte des signatures et dépôt de l'initiative
La récolte des 50 000 signatures a débuté le 31 août 1952. L'initiative a été déposée le 24 février de l'année suivante à la chancellerie fédérale qui l'a déclarée valide le 20 mars.

### Discussions et recommandations des autorités
Le parlement et le Conseil fédéral recommandent le rejet de cette initiative. Dans son rapport aux chambres fédérales, le gouvernement statue positivement sur l'acceptabilité d'une initiative populaire pratiquement uniquement constituée d'une disposition transitoire, même si celle-ci n'est pas rédigée « en termes généraux et de façon abstraite » comme le demande la Constitution. Il se déclare également prêt à accepter la modification de l'article 24. Par contre, il refuse de soutenir la disposition transitoire, en particulier lorsqu'elle déclare que la concession aurait été accordée « en violation de l'article 22 de la loi » qui prévoit la prise en compte de la protection de la nature dans les décisions d'octroi de concessions.

### Votation
Soumise à la votation le 5 décembre 1954, l'initiative est refusée par 18 6/2 cantons (soit tous à l'exception de Schaffhouse) et par 68,8 % des suffrages exprimés. Le tableau ci-dessous détaille les résultats par cantons :

## Effets
Également présentée en votation le 13 mai 1956, la seconde initiative déposée par le comité schaffhousois sera également rejetée par l'ensemble des cantons à l'exception de celui de Schaffhouse. Cependant, quelques années plus tard, une Loi sur la protection de la nature et du paysage est créée le 1er juillet 1966 dans le but de « protéger, ménager, conserver et entretenir l'aspect caractéristique du paysage et des localités ainsi que les curiosités naturelles et les monuments du pays ». L'ensemble de la région concernée par cette initiative sera portée sur l'Inventaire fédéral des paysages en 1983, alors même que l'usine hydroélectrique de Rheinau est en service depuis 1956 et produit 237 GWh par année.